# 중국남방항공 3456편 추락 사고
중국남방항공 3456편 추락 사고(중국어: 中国南方航空3456号班机空难l는 1997년 5월 8일 폭풍우 속에서 선전 바오안 국제공항에 2차 착륙 시도 과정에서 항공기 유압계통장치, 랜딩기어, 플랩 등이 손상 당했으며 비상착륙을 시도했으나 활주로를 초과해 멈추는 과정에서 기체가 활주로에서 이탈하여 기체가 3등분이 된다음 큰 폭발사고로 이어졌다. 탑승자 74명 중 35명이 사망했다.

## 같이 보기
- 델타 항공 191편 추락 사고
- 플라이두바이 981편 추락 사고
- 아에로플로트 1492편
- 파키스탄 국제항공 8303편 추락 사고